# Dariel Albo
Dariel Albo Miranda (ur. 17 stycznia 1992 w Hawanie) – kubański siatkarz, grający na pozycji atakującego, reprezentant kraju. Od listopada 2019 roku występuje w cypryjskiej drużynie Pafiakos Pafos.

## Sukcesy reprezentacyjne
Igrzyska Panamerykańskie:
- 2011

Puchar Panamerykański:
- 2016
- 2017